# ماتیاس هولست
ماتیاس هولست (انگلیسی: Matthias Holst؛ زادهٔ ۱۹ ژوئن ۱۹۸۲) بازیکن فوتبال اهل آلمان است.
از باشگاه‌هایی که در آن بازی کرده‌است می‌توان به باشگاه فوتبال پادربورن، باشگاه فوتبال هانزا روستوک، باشگاه فوتبال هامبورگ، و باشگاه فوتبال قوت-وایس ارفورت اشاره کرد.